# Parafia Matki Bożej Zwycięskiej w Ossowie
Parafia Matki Bożej Zwycięskiej w Ossowie – parafia rzymskokatolicka należąca do dekanatu kobyłkowskiego, diecezji warszawsko-praskiej, metropolii warszawskiej Kościoła katolickiego. W parafii posługują księża diecezjalni.